# Bóly
Bóly (hongrois : Bóly [ˈboːj] ; allemand : Bohl ; croate : Boja) est une localité hongroise, ayant le rang de ville dans le comitat de Baranya. Anciennement appelé Németbóly, Bóly est situé à environ 30 kilomètres à l'est-sud-est de Pécs et à environ 15 kilomètres à l'ouest de Mohács. C'est le centre économique d'une aire de 220 km².

## Nom et attributs

### Toponymie
Anciennement connue sous le nom de Németbóly, la ville porte son nom actuel depuis 1950.

## Site et localisation

### Topographie et hydrographie
À la frontière orientale de la ville coule un petit ruisseau, appelé Malom-patak (ruisseau du moulin). En période sèche, son débit est très faible. Aujourd'hui, il n'a plus aucune importance économique. Cependant, jusqu'à la fin du XIXe siècle, il pouvait être économiquement significatif. En 1953, lors de fouilles archéologiques à l'ouest du ruisseau, un four de potier datant de l'époque Árpádienne a été découvert. Le sol qui remplissait l'intérieur du four contenait de nombreuses coquilles d'escargots aquatiques. Le four se trouve à 38 mètres du lit actuel du ruisseau, ce qui suggère qu'à une époque, son débit était plus important, abritant poissons et écrevisses, et qu'il débordait fréquemment. Autrefois, des moulins pouvaient fonctionner sur ses rives.

### Géologie et géomorphologie
La ville est située sur un terrain plat. Seules deux séries de trois collines sont visibles aux limites nord et sud de la localité. Au nord de la ville se dressent le Temető-domb (la colline du cimetière), le Mária-hegy (Marienberg) et le Tukar. Sur ces deux dernières collines se trouvent des vignobles, tandis que la première abrite le mausolée Batthyány-Montenuovo et le cimetière. Au sud de la ville s'élèvent le Trischler-domb, le Szamárdomb (colline de l'âne) et la Falu-dombja (colline du village). Les deux dernières sont occupées par des habitations.

### Climat
Du point de vue de la production agricole, la température moyenne et la quantité de précipitations sont favorables et s'accompagnent de sols fertiles. Le sol est riche en calcaire et en humus, profond et de texture limono-argileuse moyennement compacte. Le blé, les plantes fourragères et les cultures industrielles y poussent bien, ce qui permet également l'élevage des animaux domestiques.

## Histoire
Des découvertes archéologiques attestent d'une présence humaine sur le site dès le Néolithique. La première mention écrite de la localité remonte à 1093, sous le règne de Ladislas Ier, dans un acte de donation où elle est appelée Bolok et décrite comme un domaine ecclésiastique.
Sous l’occupation ottomane, la localité fut presque entièrement désertée. Après l’expulsion des Ottomans, la vie y reprit progressivement. En 1703, Bóly devint la propriété du comte Ádám II Batthyány (1662–1703), alors juge suprême du royaume. Sous le règne de Marie-Thérèse, des colons allemands vinrent s’y installer, et la majorité des habitants actuels sont leurs descendants. À partir de la fin du XIXe siècle et jusqu’en 1945, le village appartint à la famille princière Montenuovo, période au cours de laquelle Bóly prit son visage actuel.
La famille Montenuovo introduisit des innovations agricoles dès 1770, notamment en établissant une ferme laitière de tradition suisse. À partir de 1792, l’agriculture locale se développa avec la mise en place d'une exploitation à grande échelle et l'essor de la viticulture. L’artisanat local connut également un essor important.
Après la Seconde Guerre mondiale, les habitants d’origine allemande furent expulsés. Afin de compenser ces départs, des familles hongroises issues de Haute-Hongrie (Slovaquie actuelle) et de la région de Bihar furent installées dans la localité dans le cadre de l'échange de population tchéco-hongrois.
Le 31 août 1997, Bóly obtint le statut de ville.

## Population

### Minorités culturelles et religieuses
Lors du recensement de 2011, la population de Bóly se déclarait à 82,4 % hongroise, 22,5 % allemande, 0,8 % croate, 0,3 % rom et 0,1 % slovaque (17,1 % des habitants n'ont pas répondu, et les identités multiples expliquent un total supérieur à 100 %).
Concernant l’appartenance religieuse, la répartition était la suivante :
- 56,7 % catholiques romains
- 7,6 % réformés
- 1,1 % évangéliques
- 0,4 % gréco-catholiques
- 5,9 % sans religion
- 27,5 % n'ont pas répondu

Lors du recensement de 2022, la répartition ethnique était légèrement différente : 89,5 % de Hongrois, 16,6 % d'Allemands, 0,8 % de Croates, 0,3 % de Roms, 0,1 % de Polonais, Grecs, Serbes et Ukrainiens, et 1,8 % d'autres nationalités non hongroises (9,6 % n'ont pas répondu).
La répartition religieuse en 2022 était la suivante :
- 44,6 % catholiques romains
- 7,4 % réformés
- 1,1 % évangéliques
- 0,2 % gréco-catholiques
- 0,1 % orthodoxes
- 0,5 % autres chrétiens
- 0,7 % autres catholiques
- 7,9 % sans religion
- 37,2 % n'ont pas répondu

## Équipements

### Réseaux extra-urbains
Les deux principales routes d'accès à la ville sont la route nationale 57, qui relie Mohács à Pécs, et l'autoroute M60. Ces axes permettent de rejoindre facilement les autres régions du pays ainsi que les deux villes mentionnées. Toutefois, aucune de ces routes ne traverse directement le territoire de Bóly : elles passent près de sa frontière nord. L'accès se fait via la route 57 en bifurquant à Szajk ou via l'autoroute M60 en empruntant l'échangeur de Versend.
Le centre-ville est traversé par les routes 5704 et 5714, tandis que la route 5703 touche également la zone urbaine. De plus, la route 5701 contourne les zones habitées et assure des liaisons routières vers Villány, Siklós et Harkány.
En ce qui concerne le réseau ferroviaire, la ville est desservie par la ligne Villány–Mohács, qui possède un point d'arrêt à Bóly. La gare de Bóly est située à environ 3,5 kilomètres au sud du centre-ville. Elle est accessible par une route secondaire, la 57 301, qui se détache de la route 5704.

## Économie
L'économie locale repose principalement sur l'agriculture. La ville est située au cœur de l’un des vignobles historiques les plus renommés de Hongrie. La production céréalière et la culture de semences y occupent également une place importante.
Dans les années 1980, des recherches visant à détecter des gisements d'uranium aboutirent à la découverte d’une source d’eau thermale à une profondeur de 1 300 à 1 400 mètres. Dans les années 2000, la municipalité décida d’exploiter cette ressource pour le chauffage des bâtiments publics grâce à la géothermie, un projet achevé en 2005.

## Patrimoine urbain

### Monuments
Bóly possède un riche patrimoine architectural, avec plusieurs édifices religieux et historiques datant du XVIIIe et du XIXe siècle :
- Église catholique (1744) – construite dans un style baroque tardif.
- Chapelle Saint-Vendelin (1771)
- Chapelle Saint-Valentin (1771) – construite dans un style baroque. Elle est la seule chapelle dédiée à Saint Valentin en Hongrie.
- Château Batthyány–Montenuovo (1805–1807) – construit dans un style néoclassique.
- Écurie de 1840 – conçue par l'ingénieur János Gyenes. Elle abrite aujourd’hui une exposition sur l’histoire locale.
- Stations du Calvaire (1843) – situées sur la colline du Calvaire.
- Chapelle Saint-Joseph – construite à la fin du XIXe siècle à Békáspuszta.
- Mausolée familial néo-roman des Montenuovo (1879–1894).
- Grande écurie Montenuovo (1880) – construite dans un style post-romantique.

## Relations internationales

### Jumelages
Bóly est jumelée avec les villes suivantes :
- Semriach (Autriche)
- Heroldsberg (Allemagne)
- Cernat (Roumanie)
- Neded (Slovaquie)

## Personnalités liées à la localité
La ville de Bóly a vu naître ou résider plusieurs personnalités remarquables dans divers domaines :
Arts et culture
- Prosper Amtmann – flûtiste
- János Meszlényi – sculpteur
- Henrik Ripszám (fils) – peintre et athlète olympique
- Ferenc Trischler – sculpteur
- Károly Amtmann (1821–1907) – dramaturge et archiviste

Sciences et enseignement
- Tibor Bérces – académicien, chimiste
- Gusztáv Adolf Manninger (père) – agronome, professeur universitaire, docteur en sciences agricoles
- Gusztáv Adolf Manninger (fils) – agronome, professeur universitaire
- Károly Nándor Székely – enseignant cistercien en mathématiques et sciences naturelles

Sport
- Tamás Dittrich – athlète
- Dominik Nagy – footballeur international
- Henrik Ripszám (père) – athlète en course d’orientation et artiste

Politique et société
- Alfred von Montenuovo (1854–1927) – prince, grand maître de la cour impériale d’Autriche, inhumé dans la crypte Batthyány-Montenuovo
- Nándor Montenuovo (Alfred Ferdinand von Montenuovo) (1888–1951) – prince
- János Strázsay – administrateur de domaine et écrivain
- Mátyás Szabó – agronome, député
- Mihály Szabó – pasteur réformé
- János Strázsay – administrateur de domaine, écrivain et collectionneur de livres

Industrie et économie
- Adolf Engel – fondateur de l’exploitation charbonnière de Komló-Mecsek